# Jorvanperänjärvi
Jorvanperänjärvi eller Jorvaperänjärvi är en sjö i Finland. Den ligger i kommunen Kittilä i landskapet Lappland, i den norra delen av landet, 900 km norr om huvudstaden Helsingfors. Jorvaperänjärvi ligger 197,6 meter över havet. Arean är 4,9 hektar och strandlinjen är 1,05 kilometer lång. Sjön  ingår i Kemi älvs huvudavrinningsområde. 